# مملكة جارن
مملكة جارين أو مملكة جارن أو مملكة جرين كانت مملكة من العصور الوسطى المبكرة، وكان مركزها في شمال شرق أفريقيا. وبحسب اليعقوبي، كانت واحدة من ممالك شعب البجا الست التي كانت موجودة في المنطقة خلال القرن التاسع. كانت أراضي المملكة تقع بين جاش بركة ومصوع. امتد حكم ملك جارن من مصوع على ساحل البحر الأحمر إلى حدود جاش بركة التي لها حدود مع مملكة بعقلين. كانت واحدة من ممالك البجا الستة التي ذكرها اليعقوبي. 

## تاريخ
خلال العصور الوسطى، تأسست خمس ممالك بجاوية. امتدت هذه الممالك من إريتريا إلى أسوان في مصر. احتلت ممالك البجا جزءًا كبيرًا من الأراضي السابقة لإمبراطورية أكسوم. وقد أشار إلى هذه الممالك لأول مرة المؤرخ العربي الشهير اليعقوبي في القرن التاسع الميلادي، وكانت أسماء الممالك هي: نقيس، وبقلين، وبازن، وجرين، وقطعة. وكانت للممالك حدود مع بعضها البعض ومع مملكة علوة النوبية. إلى الجنوب من ممالك البجا كانت هناك مملكة مسيحية تسمى النجاشي. تم العثور على الذهب والأحجار الكريمة والزمرد في العديد من الممالك. وأشار اليعقوبي إلى أن العرب المسلمين كانوا يزورون الممالك لأغراض التجارة. وأشار أيضًا إلى أن العرب يعملون في مناجم الدولة. كانت الأنشطة التجارية الأساسية لممالك البجا هي التعدين وتجارة الرقيق. أُنشئَ مركز مهم لتجارة الرقيق في جزر دهلك. نُقل العبيد من المناطق الداخلية في أفريقيا إلى شبه الجزيرة العربية وما وراءها من خلال الممالك الأفريقية. وفي ظل حكم البجا، طُرد معظم أحفاد إمبراطورية أكسوم من المنطقة أو تم بيعهم عبيدًا.
ومن المدن التي كانت تابعة لمملكة جرين: سواكن وعيذاب. ومع ذلك، كانت كلتا المدينتين مستقلتين عن النظام السياسي وكانتا أيضًا تحت حماية مصر.

## طالع أيضًا
- ممالك البجا
- سلطنة عفت
- سلطنة عدل
- مملكة بازن
- مملكة بلجين
- مملكة نجاش
- مملكة قطاعة
- مملكة طنقيش

## ملحوظات
1. 1 2  Yaʻqūbī، Aḥmad ibn Abī Yaʻqūb,? (2018). The Works of Ibn Wāḍiḥ al-Yaʻqūbı̄ : an English translation. Leiden. ISBN:9789004364165.{{استشهاد بكتاب}}:  صيانة الاستشهاد: أسماء متعددة: قائمة المؤلفين (link) صيانة الاستشهاد: مكان بدون ناشر (link)
2. ↑  Elzein، Intisar Soghayroun (2004). Islamic Archaeology in the Sudan. Archaeopress. ص. 13. ISBN:1841716391. مؤرشف من الأصل في 2023-06-02. اطلع عليه بتاريخ 2015-03-03.
3. ↑  Yaʻqūbī، Aḥmad ibn Abī Yaʻqūb,? (2018). The Works of Ibn Wāḍiḥ al-Yaʻqūbı̄i : an English translation. Leiden. ISBN:9789004364165.{{استشهاد بكتاب}}:  صيانة الاستشهاد: أسماء متعددة: قائمة المؤلفين (link) صيانة الاستشهاد: مكان بدون ناشر (link)
4. ↑  Tronvoll، Kjetil (1998). Mai Weini, a highland village in Eritrea : a study of the people, their livelihood, and land tenure during times of turbulence. Lawrenceville, NJ: Red Sea Press. ISBN:9781569020586.